# Torsolett

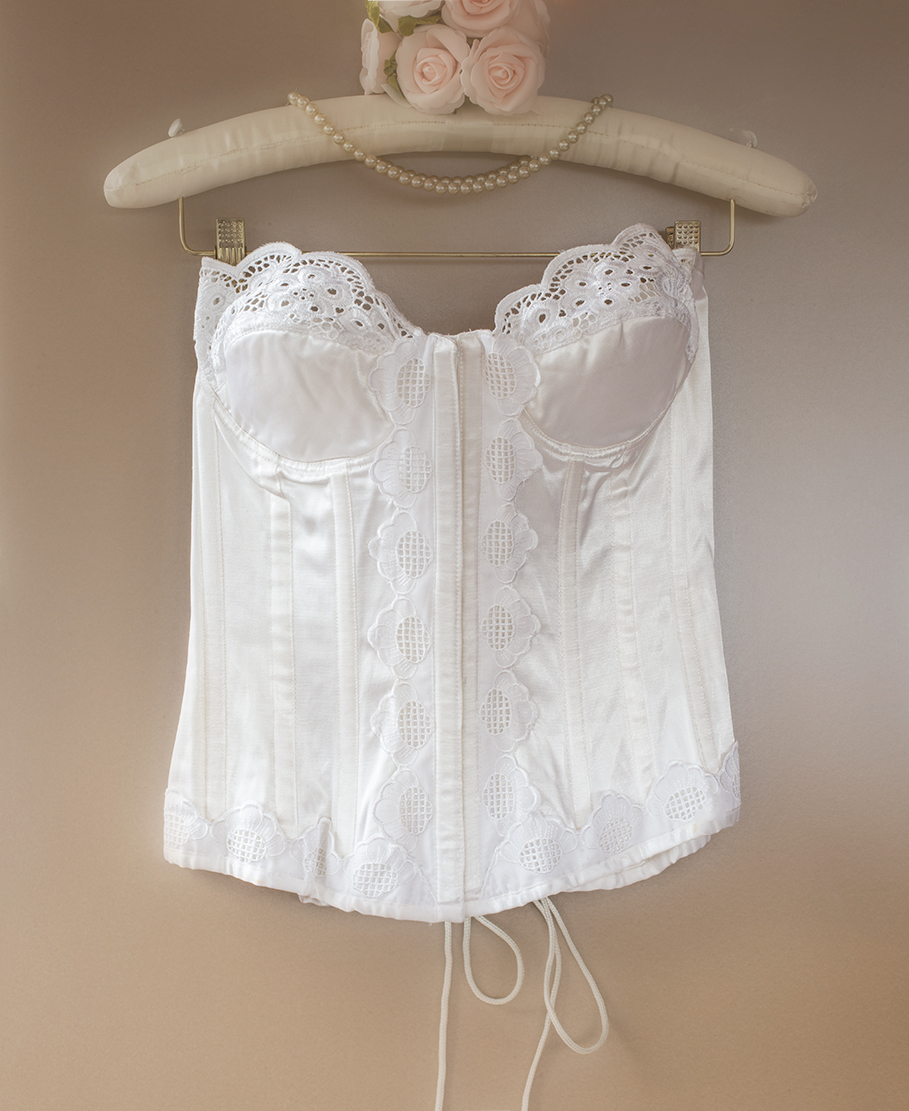
Vit torsolett.

Torsolett (även torselett) är ett formande underplagg för kvinnor, ett korsettliv som täcker torso. Populär term för korsett på 1950-talet, men har under de senaste åren fått en renässans inom underklädesindustrin. Torsoletten, som kan liknas vid både bustiern och korseletten, är vanligtvis axelbandslös (eller med avtagbara axelband) och försedd med strumpeband.
Torsoletten är en utveckling av Glada änkan och bärs numera ibland under brudklänning.